# Turbo Debugger
O Turbo Debugger é um programa de computador criado pela Borland em 1989, que procurava erros em códigos-fonte para as linguagens C e Assembly. 
Embora o Turbo Pascal (TP) da Borland possuísse instalações úteis de ponto de parada e ponto de interrupção condicional, a necessidade de um depurador mais poderoso tornou-se aparente quando o TP começou a ser usado para um desenvolvimento sério. Inicialmente, uma empresa separada, a Turbopower, produziu um depurador, o T-Debug, e também o Turbo Analyst e o Overlay Manager para o Turbo Pascal para as versões TP 1-3. A Turbopower lançou o T-Debug Plus 4.0 para o TP 4.0 em 1988  mas até então o Turbo Debugger da Borland havia sido anunciado.

## Função
O programa varria o código-fonte escrito pelo programador buscando erros lógicos, de escrita, e de semântica.
- Escrita: o Debugger tinha um dicionário básico para erros de escrita de mnemônicos, palavras-chaves ou demais comandos, o que fazia notar quase todos os erros de escrita;
- Semântica: ele também identificava erros de linguística, o que envolvia uma análise de significado dos termos utilizados;
- Lógica: o Turbo Debugger era responsável por verificar se o código-fonte escrito continha erros lógicos, tais como:

```
if
(
typeof
(
letra
)
 
==
 
typeof
(
número
))
/*erro lógico*/

then
 
nome
 
:=
 
RG
;

```

O que fica assim: "se letra for igual a número, então nome pode receber RG". 
Ao encontrar este tipo de erro ou similares o Debugger enviava um sinal de erro ou aviso (caso não fosse um erro lógico direto).
O Turbo Debugger faz parte do pacote do Turbo C++, e continua a ser utilizado como um subprograma da interface de programação.